# Diplomazia musicale
La diplomazia musicale è una particolare forma di diplomazia culturale.

## Definizione
Come linguaggio universale capace di abbattere le barriere linguistiche e le differenze culturali, la musica promuove la cooperazione, la comprensione e il rispetto reciproco tra comunità, popoli e nazioni, contribuendo così alla creazione e alla promozione di una cultura di pace.

## Obiettivi
La musica, come potente linguaggio artistico ed espressivo, rappresenta uno strumento particolarmente efficace per sostenere la diplomazia pubblica, incoraggiare l'azione politica e promuovere l'attivismo sociale. Nel corso della storia, numerosi musicisti, compositori, autori, cantautori ed interpreti hanno promosso, attraverso la loro attività artistica, il dialogo interculturale e interreligioso, il rispetto dei diritti umani e delle libertà fondamentali.

## Esempi
Esistono diverse organizzazioni non governative che promuovono a livello internazionale la diplomazia musicale.
Fra queste: EMMA for Peace, Playing for Change, Tetracordo Summit e Musicians without Borders.